# Feed Her to the Sharks
Feed Her to the Sharks je australijski metalkor bend osnovan 2010. godine. Bend je do sad sam objavio dva albuma, The Beauty of Falling (2010) i Savage Seas (2013). Nakon potpisivanja ugovora sa izdavačkom kućom Victory Records, 2015. izdali su svoj treći album Fortitude.

## Istorija
Od nastanka benda 2010, Feed Her to the Sharks su izgradili svoje ime kroz naporne turneje po Australiji sa bendovima kao što su Asking Alexandria, Born of Osiris, Suicide Silence i nastupajući na turneji „Wraped Tour Australia“.
Početkom 2013, bend je objavio tekst-spot za novi singl „Memory of You“ u magazinu Revolver, praćen njihovim drugim samoizdanim albumom „Savage Seas“. Kao podrška novom albumu, bend je imao turneju po Australiji zajedno sa bendom Born of Osiris kao i nastupe na kojima su oni bili glavni bend.
Bend je početkom 2014. godine potpisao ugovor sa izdavačkom kućom Victory. Nakon toga bend kreće na turneju po australiji sa bendovima Buried in Verona i Fit for a King.
Početkom februara 2015. godine bend izdaje svoj treći album Fortitude, ispraćen singlom „The World is Yours“ i prvim spotom benda za pesmu „Chasing Glory“.

## Članovi benda
- Endru Van Der Zalm - Vokal
- Kim Ču - Gitara
- Marinos Kacanevas - Gitara
- Robert Dejvis - Bas gitara
- Endru Koterel - Bubnjevi

## Diskografija

### Studijski albumi
- The Beauty of Falling (2010)
- Savage Seas (2013)
- Fortitude (2015)

### Singlovi
- Memory of You (2013)
- The World is Yours (2015)

### Spotovi
- Chasing Glory (2015)